# Trombinogeen
Trombinogeen beter bekend als trombine, is een eiwit dat betrokken is bij de bloedstolling. Met behulp van een complex van calciumfosfolipiden, stollingsfactor Va en stollingsfactor Xa wordt protrombine omgezet tot trombine.
De gevormde trombine stimuleert de binding van factor Va aan factor Xa en calciumfosfolipiden en daarmee zijn eigen vorming. Trombine is echter niet het eindproduct in deze stollingscascade, maar stimuleert ook de omzetting van fibrinogeen in fibrinedraden, die uiteindelijk aan de binnenkant van de wond (de beschadigde wand van het bloedvat) hechten om de daar verzamelde bloedplaatjes bij elkaar te houden en het bloedpropje te verstevigen. Deze bloedprop sluit hiermee de wond af en het bloeden is gestelpt.